# Rubia linii
Rubia linii är en måreväxtart som beskrevs av J.M.Chao. Rubia linii ingår i släktet krappar, och familjen måreväxter.
Artens utbredningsområde är Taiwan. Inga underarter finns listade i Catalogue of Life.